# Marvin Phillip
Marvin Phillip (Williamsville, Trinidad y Tobago, 1 de agosto de 1984) es un futbolista trinitense. Juega de guardameta y su equipo es el A. C. Port of Spain de la TT Premier Football League. Es internacional absoluto por la selección de Trinidad y Tobago desde 2007.
Ha disputado toda su carrera en clubes de su país, salvo en la temporada 2019-20 donde jugó en la India para el NEROCA FC.

## Selección nacional
Debutó con la selección de Trinidad y Tobago el 31 de enero de 2007 ante Panamá. Ha formado parte del seleccionado constantemente durante su carrera.

### Participaciones en Copa Oro de la Concacaf
| Copa                            | Sede                    | Resultado        |
| ------------------------------- | ----------------------- | ---------------- |
| Copa de Oro de la Concacaf 2013 | Estados Unidos          | Cuartos de final |
| Copa de Oro de la Concacaf 2015 | Estados Unidos · Canadá | Cuartos de final |
| Copa de Oro de la Concacaf 2019 | Concacaf                | Fase de grupos   |
| Copa de Oro de la Concacaf 2021 | Estados Unidos          | Fase de grupos   |
| Copa de Oro de la Concacaf 2023 | Estados Unidos · Canadá | Fase de grupos   |

## Clubes
| Club                     | País              | Año           |
| ------------------------ | ----------------- | ------------- |
| San Juan Jabloteh        | Trinidad y Tobago | -2002         |
| Starworld Strikers       | Trinidad y Tobago | 2002-2007     |
| North East Stars         | Trinidad y Tobago | 2007          |
| W Connection             | Trinidad y Tobago | 2007-2011     |
| Joe Public (Cedido)      | Trinidad y Tobago | 2010          |
| T&TEC                    | Trinidad y Tobago | 2011-2012     |
| Central FC               | Trinidad y Tobago | 2012-2013     |
| Point Fortin             | Trinidad y Tobago | 2013-2015     |
| Morvant Caledonia United | Trinidad y Tobago | 2015-2019     |
| NEROCA FC                | India             | 2019          |
| A. C. Port of Spain      | Trinidad y Tobago | 2023-presente |

## Palmarés

### Títulos nacionales
| Título                     | Club              | País              | Año  |
| -------------------------- | ----------------- | ----------------- | ---- |
| TT Premier Football League | San Juan Jabloteh | Trinidad y Tobago | 2002 |
| TT Premier Football League | San Juan Jabloteh | Trinidad y Tobago | 2003 |
| Copa de Trinidad y Tobago  | San Juan Jabloteh | Trinidad y Tobago | 2005 |

### Títulos internacionales
| Título                         | Equipo       | Sede | Año  |
| ------------------------------ | ------------ | ---- | ---- |
| Campeonato de Clubes de la CFU | W Connection | CFU  | 2009 |